# ジョン・スティーブンス (発明家)

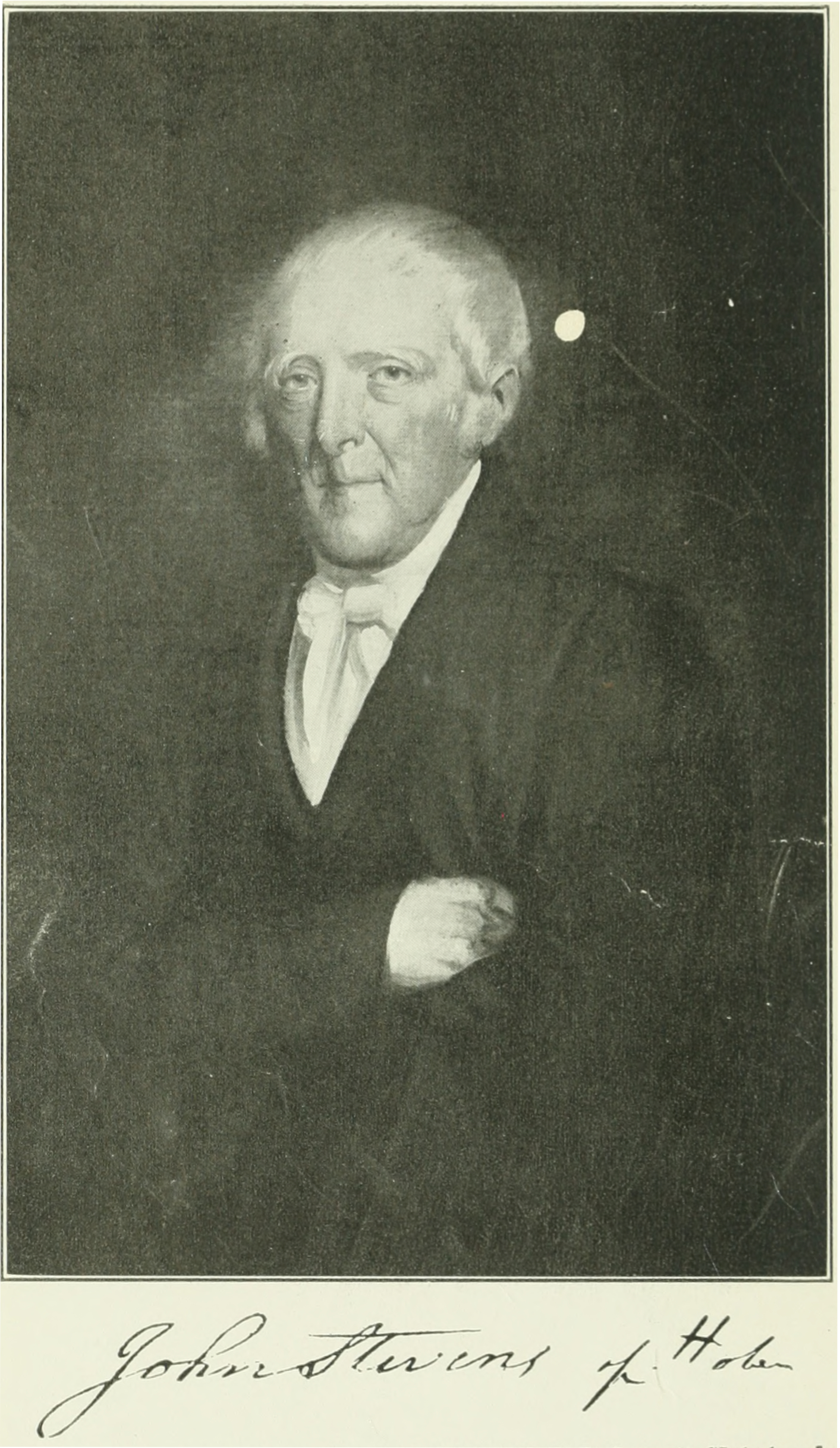

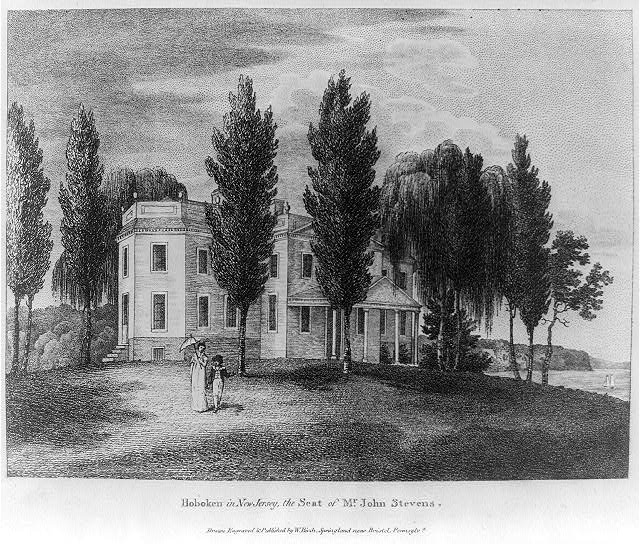
ホーボーケンのキャッスル・ポイントにあるジョン・スティーブンス邸を描いた1808年の版画、現在はスティーブンス技術協会がある

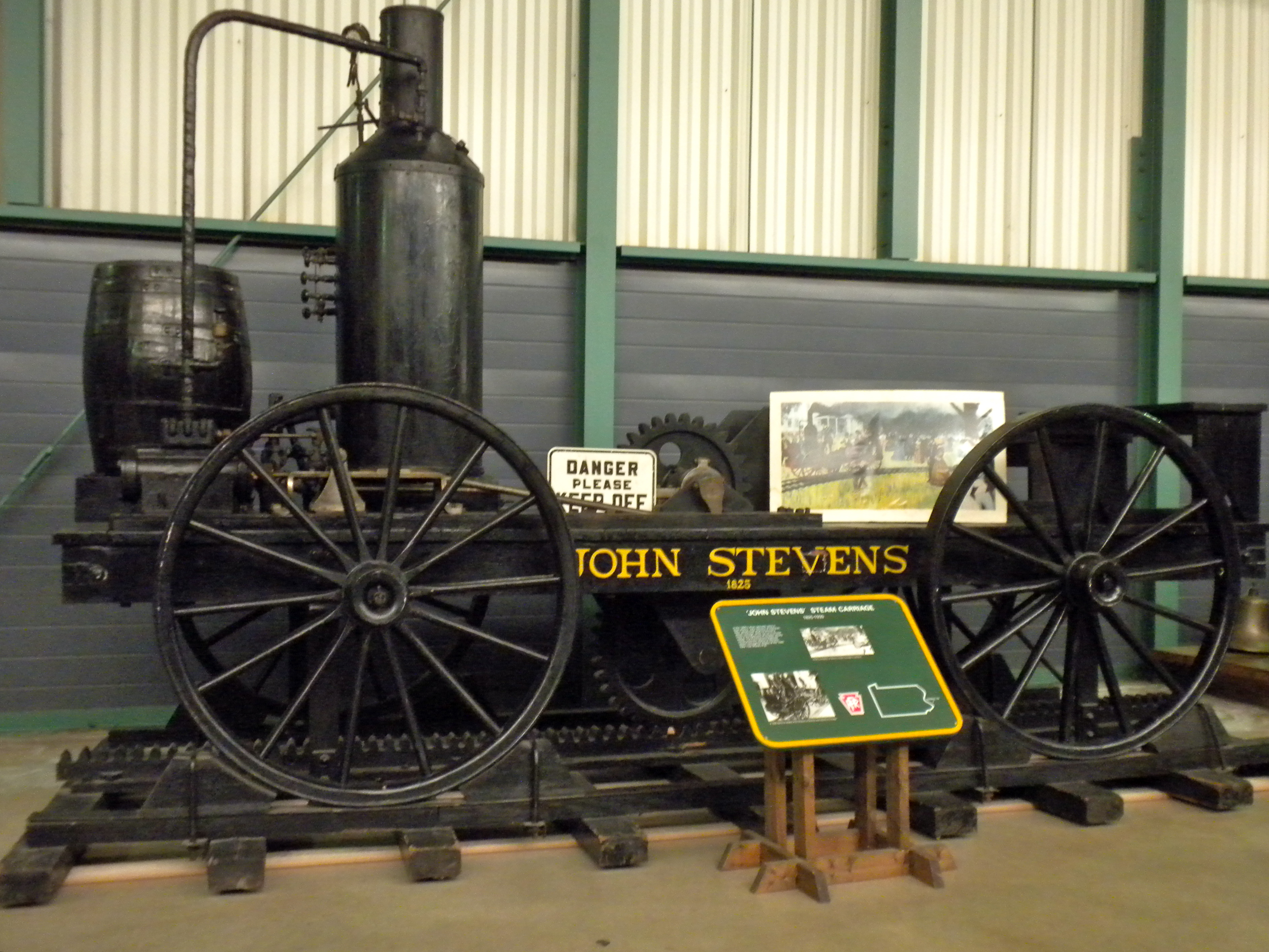
ジョン・スティーブンスの機関車のレプリカ

ジョン・スティーブンス三世（英語: Col. John Stevens, III、1749年 - 1838年3月6日）は、アメリカ合衆国の弁護士、技術者、発明家である。

## 経歴
ニュージャージー州の有名な政治家で、大陸会議への代表として活動したジョン・スティーブンス（1715年 - 1792年）と、ニューヨークの弁護士で政治家のジェームズ・アレクサンダーの娘のエリザベス・アレクサンダー (Elizabeth Alexander) の間の息子として生まれた。彼の姉妹であるメアリー・スティーブンス（Mary Stevens、1814年没）は、ニューヨーク州裁判所の初代主席判事を務めたロバート・リビングストンと結婚している。
1768年5月にキングス・カレッジ（後にコロンビア大学となる）を卒業した。
27歳にして彼はジョージ・ワシントンの軍の大尉 (Captain) に任命され、その後ニュージャージー州の会計担当をし、またニュージャージー州の競売においてロイヤリストの地主から没収された土地を購入した。ウィリアム・ベイアードのホーバックの農場 (William Bayard's farm at Hoebuck) と称されるこの土地は、現在のホーボーケンにほぼ相当する。スティーブンスはキャッスル・ポイントに彼の邸宅を建て、この土地は後にスティーブンス技術協会の場所となった（彼の息子エドウィン・オーガスタス・スティーブンスによって遺贈されている）。
1802年に彼はスクリュー推進式の蒸気船を建造し、1806年には最終的にホーボーケンからフィラデルフィアまでの航海を1809年に成功させて、初めて大洋を航海した蒸気船となったフェニックスを建造した。
1811年10月には、スティーブンスの建造したジュリアナ (Juliana) が初めての蒸気推進フェリーとしてニューヨークとホーボーケンの間で運航を開始した。1815年にはアメリカ合衆国で最初の鉄道敷設特許がスティーブンスおよびその他のニュージャージー鉄道に対して与えられた。彼は1825年にホーボーケンの自分の土地において、数両の客車を牽引可能な蒸気機関車を設計・製造した。この蒸気機関車の開発が近代的な鉄道の開発を促進することになった。彼はまた、アメリカ合衆国の特許法の制定にも貢献している。

## 家族
1782年10月17日に彼は、もともとニュージャージー州ニューブランズウィックに入植したLangeveldtsの子孫、レイチェル・コックス (Rachel Cox) と結婚した。
夫妻には11人の子供がいた。
- ジョン・コックス・スティーブンス（英語版）（1785年 - 1857年） - ニューヨークヨットクラブ（英語版）の初代会長。
- ロバート・リビングストン・スティーブンス - 造船のウェーブラインの考え方を適用した。ニュージャージー州に初めて建設された鉄道であるカムデン・アンド・アンボイ鉄道の社長を務めた。
- ジェームズ・アレクサンダー・スティーブンス（James Alexander Stevens、1790年 - 1873年）
- リチャード・スティーブンス（Richard Stevens、1792年 - 1835年）
- フランシス・バウズ・スティーブンス（Francis Bowes Stevens、1793年 - 1812年）
- エドウィン・オーガスタス・スティーブンス（英語版）（1795年 - 1868年） - スティーブンス技術協会創設者。
- エリザベス・ジュリアナ・スティーブンス（Elizabeth Juliana Stevens、1797年 - 1821年）
- メアリー・スティーブンス（Mary Stevens、1799年 - 1825年） - 海軍少将を務めたジョシュア・R・サンズ（英語版）の最初の妻。
- ハリエット・スティーブンス（Harriet Stevens、1801年 - 1844年）、ジョシュア・R・サンズの2番目の妻。
- エスター・バウズ・スティーブンス（Esther Bowes Stevens、1804年 - ?）
- キャサリン・ソフィア・ヴァン・コートランド・スティーブンス（Catherine Sophia Van Cortlandt Stevens、1806年 - ?）